# Strategia maksymalizacji addytywnej użyteczności
Strategia maksymalizacji addytywnej użyteczności (Maximization of Additive Utility Strategy, MAU) – polega na wyborze alternatywy, która jest najlepsza ze względu na całkowitą użyteczność poszczególnych alternatyw – całkowitą użyteczność alternatyw określa przy tym jako sumę: {\displaystyle o_{i}\times w_{i}+o_{2}\times w_{2}+...o_{n}\times w_{n},} gdzie {\displaystyle o_{i}} jest oceną uzyskiwaną przez alternatywę ze względu na cechę {\displaystyle i,} zaś {\displaystyle w_{i}} wagą cechy {\displaystyle i;} patrz też: zasada kompensacji. Jest to jedna ze strategii wyboru między produktami (strategia przewagi pozytywnych cech, strategia koniunkcyjna, strategia alternatywna, strategia dominacji i pseudodominacji oraz strategia leksykograficzna).